# Christoph Andree

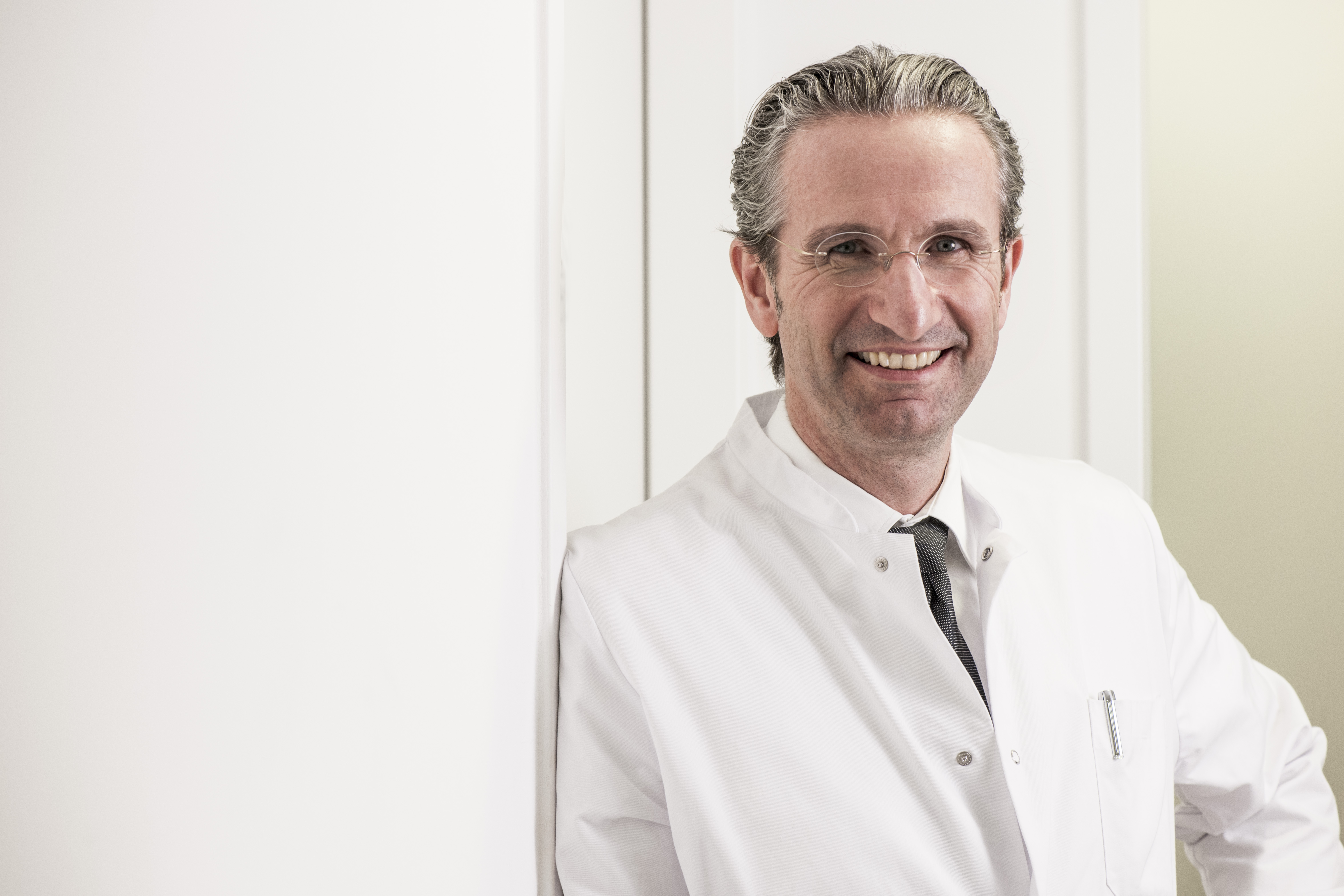
Christoph Andree

Christoph Andree (* 21. Januar 1965 in Köln) ist ein deutscher Arzt für Plastische Chirurgie und Handchirurgie. Er ist Ärztlicher Direktor der Sana Kliniken Düsseldorf und Chefarzt der Klinik für Plastische und Ästhetische Chirurgie der Sana Klinik Düsseldorf an den Standorten Gerresheim und Benrath. Das Sana Klinikum Gerresheim ist Akademisches Lehrkrankenhaus der Heinrich-Heine-Universität zu Düsseldorf.

## Leben
Christoph Andree, Sohn des Anästhesisten Gerhard Andree, ist verheiratet, hat eine Tochter und einen Sohn und lebt mit seiner Familie in Ratingen bei Düsseldorf. Er absolvierte die Marienfeld-Grundschule in Duisburg und erlangte im Jahr 1984 die allgemeine Hochschulreife am Albert-Einstein-Gymnasium in Duisburg.

## Beruflicher Werdegang
Er begann 1985 ein Chemiestudium an der Alberts-Magnus-Universität zu Köln und wechselte 1986 für das Studium der Humanmedizin an die Universität Hamburg, welches er 1992 an der Rheinischen Friedrich-Wilhelms-Universität Bonn mit dem 3. Staatsexamen abschloss. Nachdem er 1994 seine Promotionsarbeit Autologe, in-vitro kultivierte menschliche Hauttransplantate-vergleichende Untersuchungen zum Transplantatverhalten von kombinierten und kultivierten epidermalen Hauttransplantaten auf athymischen Nacktmäusen an dem Regional Burn Center der University of California, San Diego abgeschlossen hatte, erhielt er 1994 ein DFG-Stipendium im Wound Healing Laboratory des Departments für Plastische Chirurgie am Brigham & Women’s Hospital der Harvard Medical School in Boston.
Im Januar 1995 begann er seine klinische Tätigkeit als Assistenzarzt in der Abteilung für Plastische und Handchirurgie der Chirurgischen Universitätsklinik Freiburg.
Eine Förderung der Deutschen Forschungsgemeinschaft ermöglichte ihm, zusammen mit seinen Kollegen das zell- und molekularbiologische Labor der Abteilung aufzubauen. Im Dezember 1997 wurde ihm die Leitung für gentechnische Arbeiten der Sicherheitsstufe 1 und 2 übertragen. Seit September 1999 ist Andree Facharzt für Plastische Chirurgie. Neben dem gesamten Spektrum der Plastischen Chirurgie lag neben der rekonstruktiven Gesichtschirurgie ein Schwerpunkt seiner klinischen Tätigkeit in der rekonstruktiven und ästhetischen Brustchirurgie. Im universitären Mammazentrum oblag ihm die rekonstruktive Mammachirurgie. 1997 und 2001 ermöglichte ihm die Mildred-Scheel-Stiftung Weiterbildungen an der European School of Oncology in Mailand.
Im Oktober 2003 wurde ihm die Venia Legendi der Universität Freiburg im Fach Plastische Chirurgie verliehen. Am 1. Januar 2003 wurde Andree leitender Oberarzt und Stellvertreter des Ärztlichen Direktors. Nachdem Andree im November 2003 die Zusatzbezeichnung Handchirurg erhielt, erweiterte er sein klinisches Spektrum um Handchirurgie.
2004 wurde er zum Chefarzt der neuen Klinik für Plastische und Ästhetische Chirurgie im Interdisziplinären Brustzentrum an den Landeskliniken Düsseldorf, Krankenhaus Gerresheim, dem heutigen Sana Klinikum Düsseldorf-Gerresheim, bestellt. Am 1. Juli 2011 wurde er zum Ärztlichen Direktor der Sana Kliniken Düsseldorf bestellt. Im September 2012 wurde Christoph Andree der außerordentliche Professoren-Titel der Universität Freiburg verliehen. Am 1. Januar 2015 eröffnete Christoph Andree eine Privatpraxis in Düsseldorf.

## Auszeichnungen
1995 erhielt er mit seinem Werk "In vivo transfer and expression of a human epidermal growth factor gene accelerates wound repair" den Ferdinand-Sauerbruch Forschungspreis.

## Tätigkeiten
Wissenschaftlicher Beirat und Vertreter der Deutschen Gesellschaft der Plastischen, Rekonstruktiven und Ästhetischen Chirurgen (DGPRÄC) in der Deutschen Gesellschaft für Senologie (DGS)